# Aleksej Pazjitnov

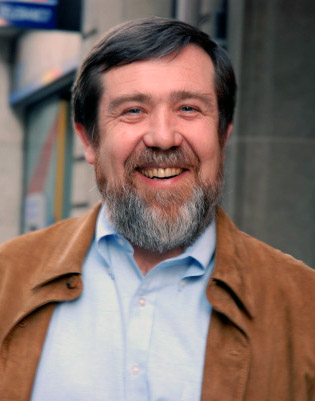
Aleksej Pazjitnov

Aleksej Leonidovitsj Pazjitnov (Russisch: Алексей Леонидович Пажитнов, Engels: Alexey Leonidovich Pajitnov) (Moskou, 14 maart 1956) is een Russische softwareontwikkelaar, die sinds 1991 in de Verenigde Staten woont. Hij is de ontwerper van het spel Tetris.
Pazjitnov werkte bij het Computercentrum van de Sovjet-Academie van Wetenschappen toen hij het spel in 1984 - 1985 bedacht en ontwierp. Omdat de rechten van het spel toekwamen aan de regering van de Sovjet-Unie heeft Pazjitnov aanvankelijk nauwelijks aan Tetris kunnen verdienen. In 1991 verhuisde Pazjitnov naar de Verenigde Staten en werd hij Amerikaans staatsburger. In 1996 richtte hij met Henk Rogers The Tetris Company op. Tot 2005 was Pajzitnov ook enige tijd actief bij Microsoft.
Het verhaal van Pazjitnov werd verbeeld in de film Tetris uit 2023.

## Werk
| Spelnaam                                       | Voor het eerst uitgekomen | Systeemnaam                                                 | Pazjitnovs rol(len)                                              |
| ---------------------------------------------- | ------------------------- | ----------------------------------------------------------- | ---------------------------------------------------------------- |
| Tetris                                         | 1984                      | Elektronika 60, IBM-PC                                      | Origineel Concept (samen met Vadim Gerasimov & Dmitri Pavlovski) |
| Welltris                                       | 1989                      | Amiga, Atari ST, Commodore 64, DOS, Macintosh & ZX Spectrum | Ontwerper (samen met Andrej Sgenov)                              |
| Faces                                          | 1990                      | DOS, Macintosh                                              | Original Concept (samen met Vladimir Pochilko)                   |
| Hatris                                         | 1990                      | PC, Arcade, Game Boy & NES                                  | Original Concept                                                 |
| El-Fish                                        | 1993                      | DOS                                                         | Original Concept (samen met Vladimir Pochilko)                   |
| Knight Moves                                   | 1995                      | Microsoft Windows and Famicom Disk System (Japan)           | Bedenker                                                         |
| Tetrisphere                                    | 1997                      | Nintendo 64                                                 | Contributor                                                      |
| Pandora's Box                                  | 1999                      | Windows                                                     | Ontwerper                                                        |
| Microsoft Puzzle Collection Entertainment Pack | 2000                      | Windows & Game Boy Color                                    | Ontwerper                                                        |
| Hexic HD                                       | 2005                      | Xbox 360 (Voorgeïnstalleerd op elke Xbox 360 hard drive)    | Ontwerper                                                        |
| Dwice                                          | 2006                      | Windows                                                     | Ontwerper                                                        |
| Hexic 2                                        | 2007                      | Xbox 360 (Verkocht via Xbox Live Arcade)                    | Ontwerper                                                        |
| Marbly                                         | 2013                      | iOS (Apple) (Verkocht via App Store)                        | Origineel concept en design                                      |